# Ревуча труба
«Ревуча труба» (англ. The Roaring Trumpet) — фантастична повість Лайона Спрег де Кемпа та Флетчера Претта в жанрі «гумористичне фентезі». Перша повість циклу про Гарольда Ши та збірки «The Incomplete Enchanter». Була опублікована в травні 1940 року журналом Unknown.

## Сюжет
У повісті Гарольд намагається відвідати легендарний ірландський епос про Кухуліна та королеву Медб. Однак, схоже, у розрахунки вкралася якась помилка і, несподівано для себе, Гарольд опиняється у світі скандинавських міфів.
Рагнарок вже не за горами, аси збираються на війну і Гарольду волею-неволею доводиться до них приєднатися. За основу сюжету автори повісті обрали легенду про одну з подорожей бога грому і бурі Тора в країну велетнів-йотунів, у пошуках свого бойового молота, Мйольніра. Мандруючи в компанії богів, Тора, Локі і слуги Тора Тьяльфі, сподіваючись на речі, принесені із свого світу, Гарольд оголошує себе могутнім чаклуном (ворлоком). Однак незабаром самозваний чаклун з'ясовує, що в цьому світі револьвер не стріляє, сірники не горять а довідник для бойскаутів за виживання в диких умовах не читається — прибувши в цей світ і якимось чином оволодівши місцевою мовою і письмом, Гарольд зовсім розучився говорити і читати по-англійськи. Однак незабаром Гарольду вдається реабілітуватися — усвідомивши закони цього світу і оволодівши справжньою магією, йому вдається знайти викрадений Мйольнір і, врешті-решт, значно підвищити шанси богів у майбутньому Рагнароку. У фіналі повісті, чарівниця-велетка Груя, з криком «Провалюй, звідки прийшов!» кидає в Гарольда грудку снігу і той, на превеликий подив його колег з інституту, що його розшукують, матеріалізується у власній квартирі.